# Tugonica
Tugonica is een plaats in de gemeente Marija Bistrica in de Kroatische provincie Krapina-Zagorje. De plaats telt 661 inwoners (2001).